# Le Seignus

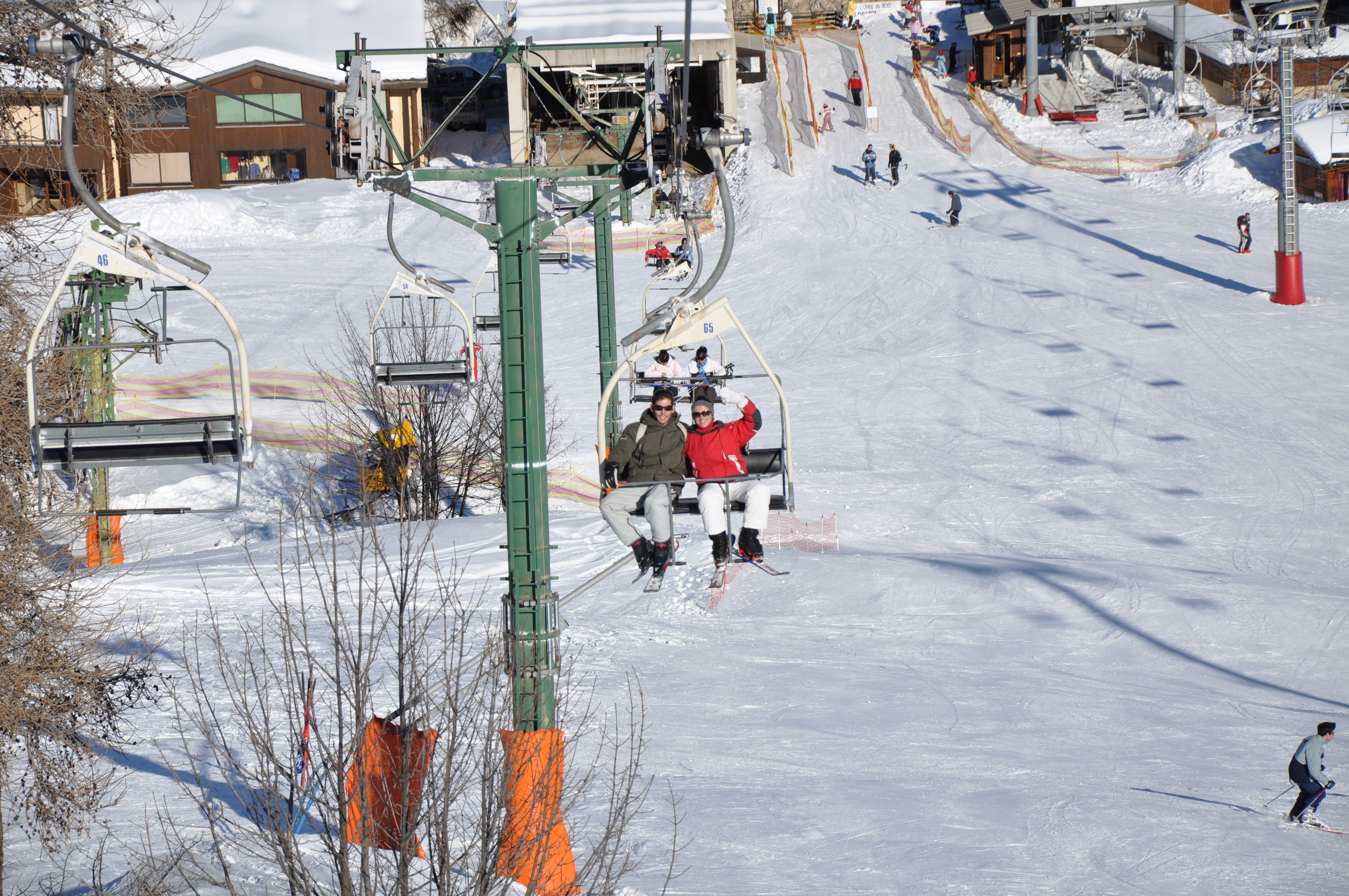
Ancien front de neige de la station du Seignus

Le Seignus d'Allos est la première station du Val d'Allos. La station se trouve à 1 500 m d'altitude. Limitrophe du Parc du Mercantour, la station bénéficie également du tourisme estival de randonneurs. 

## Description de la station
Val d’Allos-Le Seignus a le label « Famille Plus montagne ». Elle dispose également de l’appellation station-village de par sa proximité avec le village d’Allos et ses liaisons par navette (en saison).

## Pistes et remontées mécaniques
Val d'Allos - Le Seignus : le domaine skiable compte 50 km de pistes sur 1000 m de dénivelé. Le premier téléski date des années 1930.
- Huit remontées mécaniques :  quatre téléskis - trois télésièges dont un débrayable  - un téléphérique, divisée en deux tronçons
- Vingt-quatre pistes : deux vertes - neuf bleues - huit rouges - cinq noires

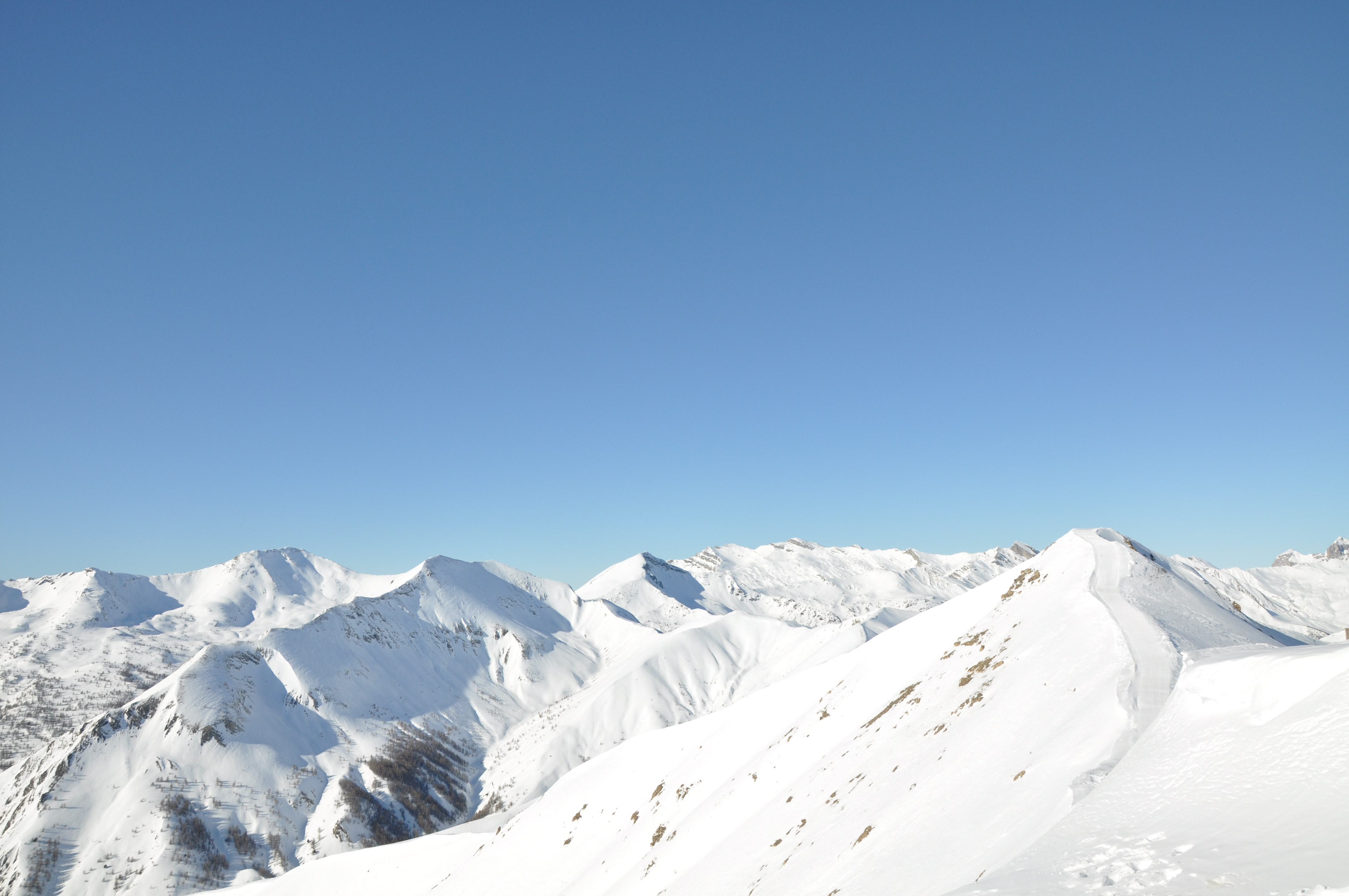
Sommets entourant le Seignus.
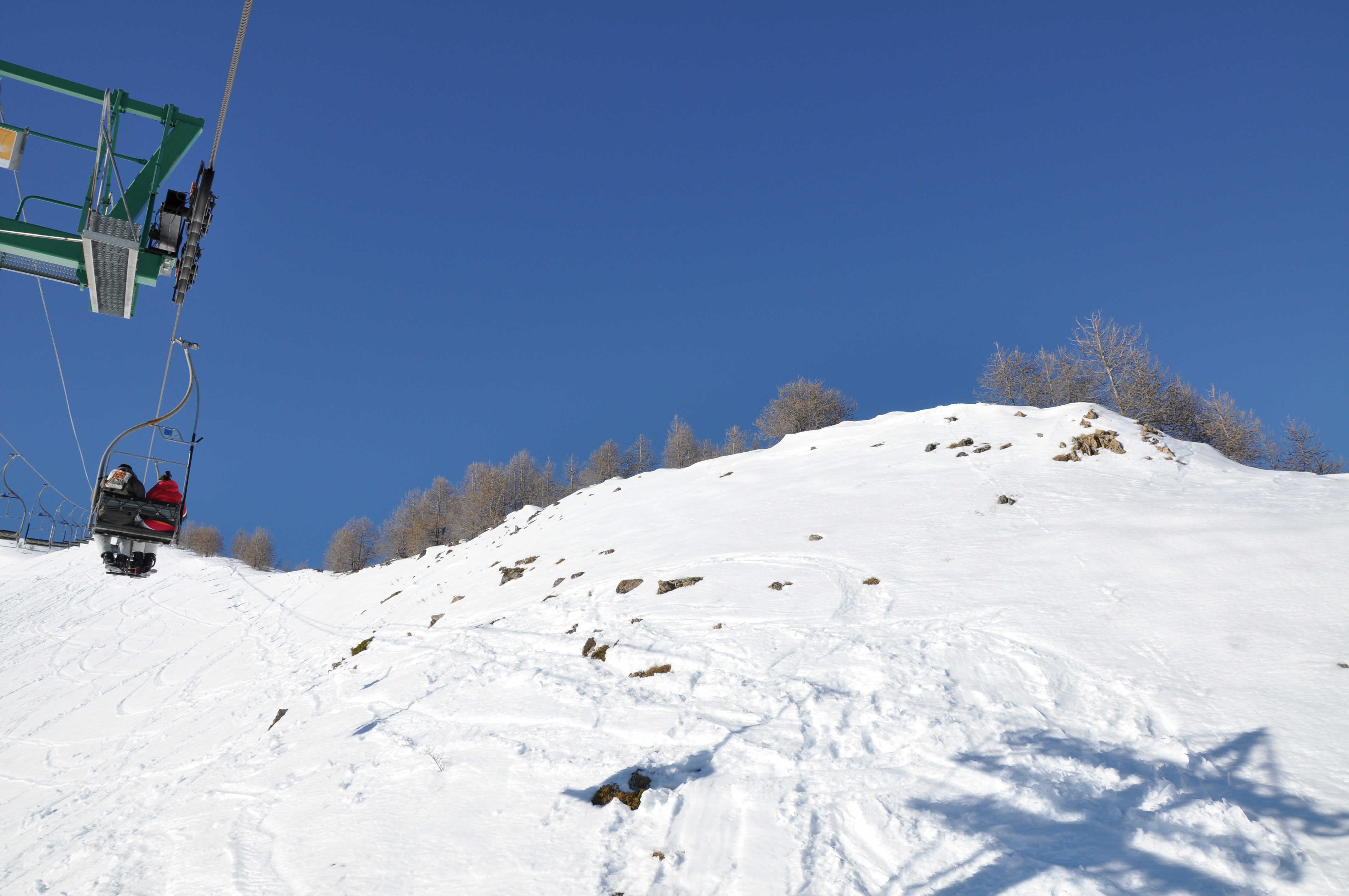
Vers les cimes
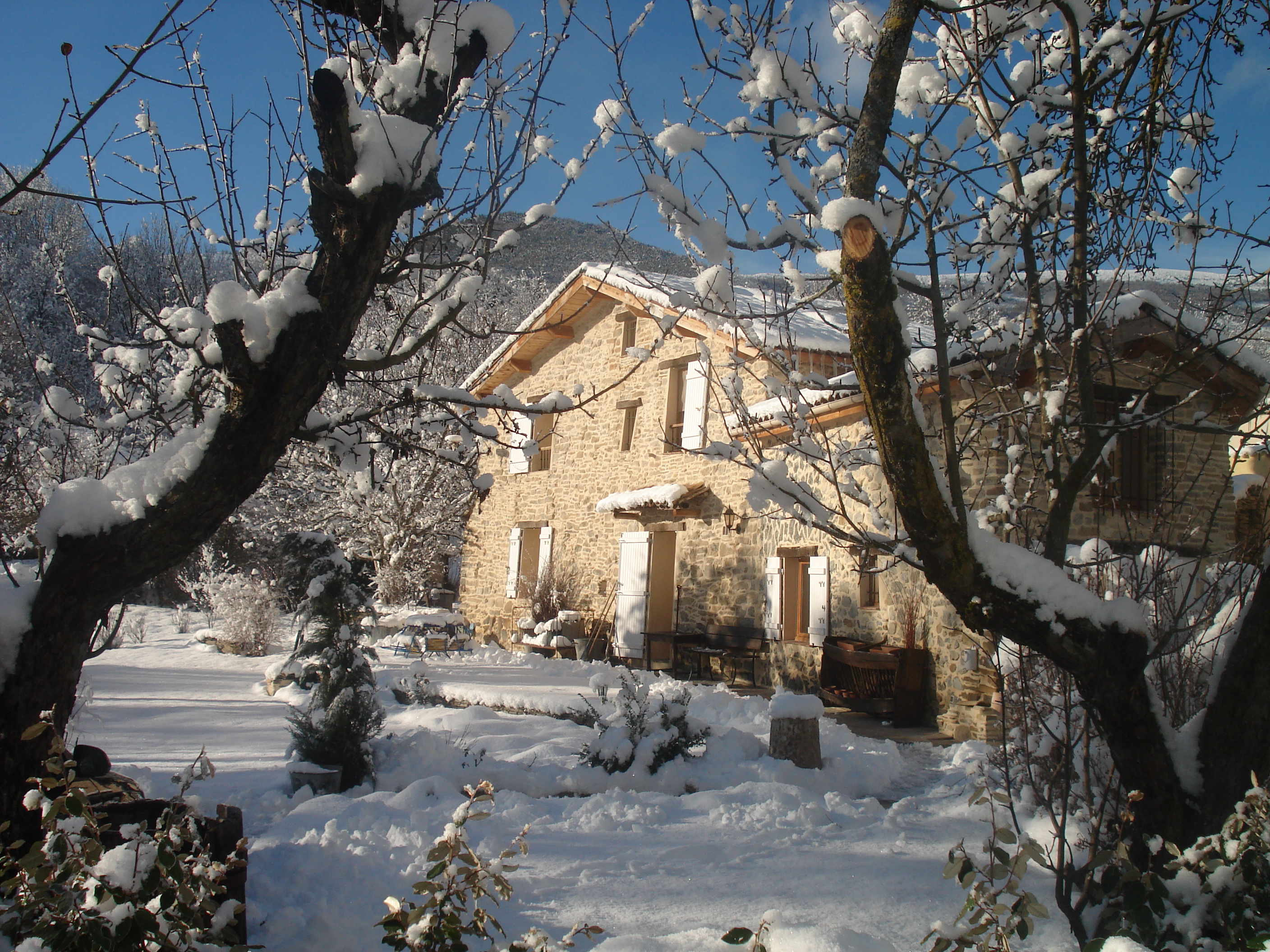
Gîte rural
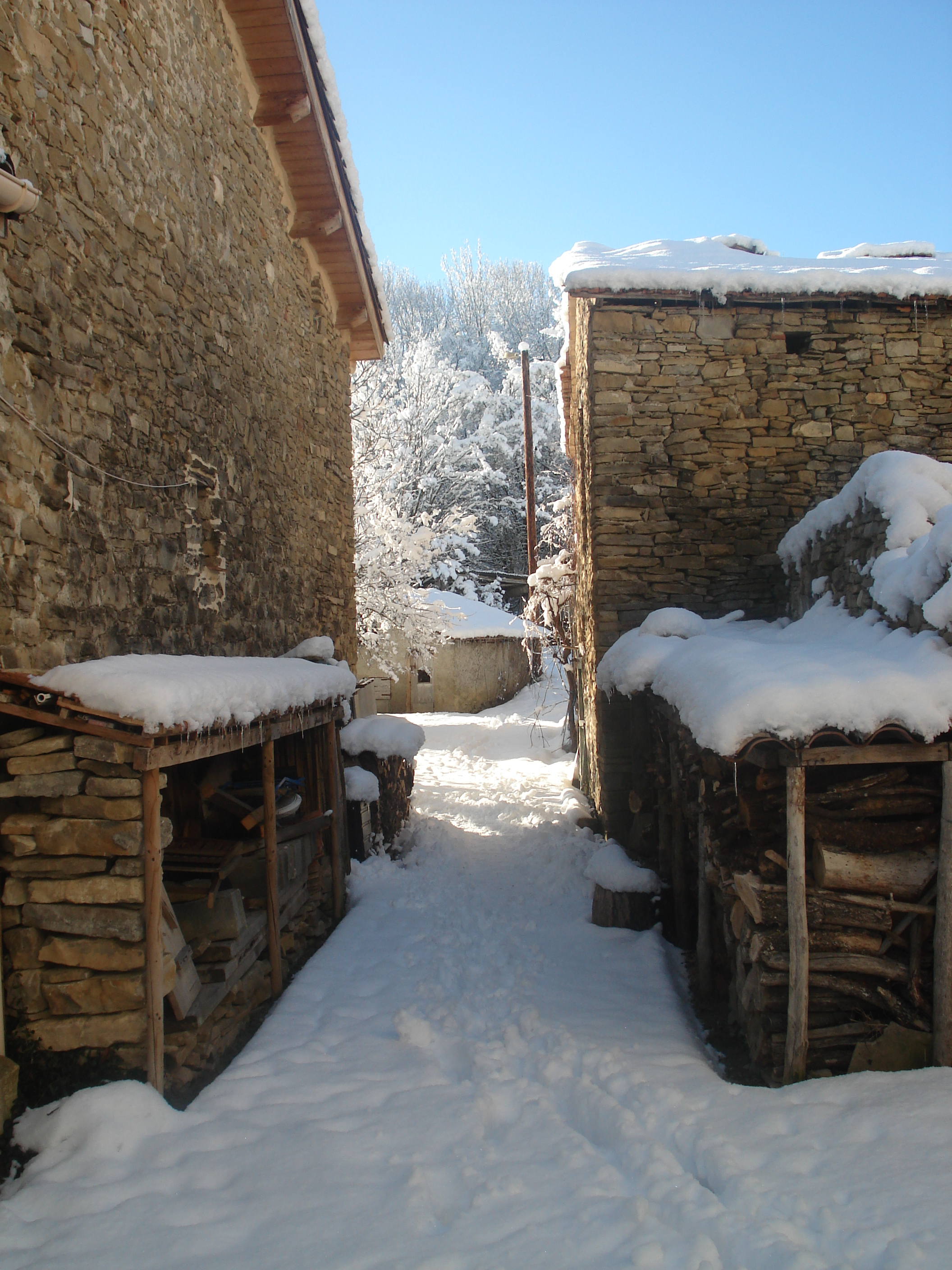
Intérieur du village
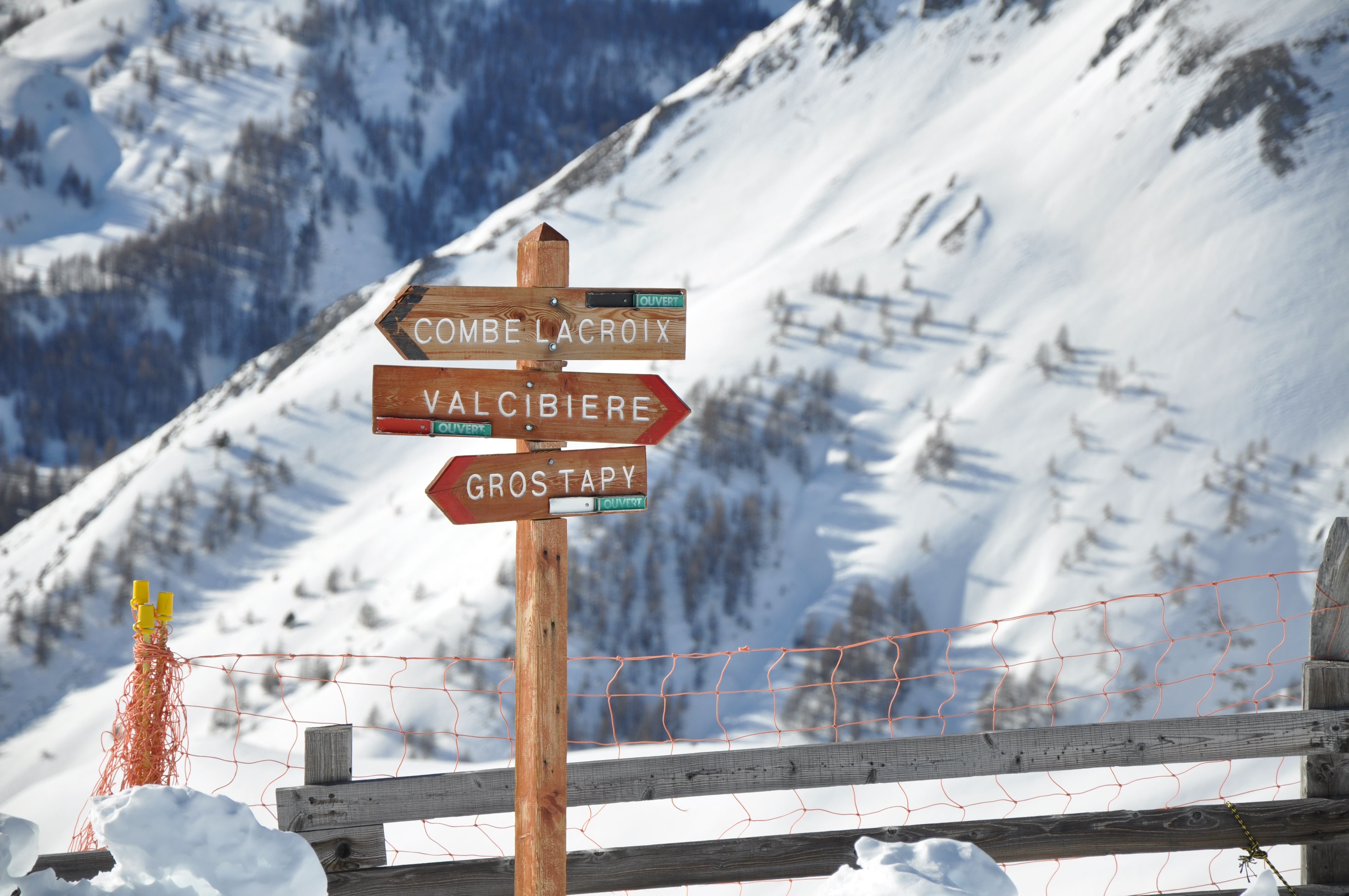
Pistes

En 2025, lors d'une « consultation citoyenne », les habitants d’Allos votent en faveur de l’arrêt du ski alpin dans la station de Val d’Allos-Le Seignus. Une décision sera prise ultérieurement par la mairie. Les élus prévoient une fermeture de la station « d’ici deux ou trois ans ». 

## Climat
Le climat y est de type montagnard.